# FÉG 35M
El FÉG 35M era un fusil de cerrojo húngaro, de calibre 8 mm. Aunque tenía un ligero parecido con la carabina 95/31M, era un nuevo modelo con un cerrojo que se amartillaba al cerrarse. Una característica que facilita su identificación es la ubicación de la manija del cerrojo, que está más adelante que la del M1895. Fue empleado por Hungría durante el período de entreguerras y la Segunda Guerra Mundial, siendo gradualmente retirado y reemplazado después de esta por fusiles Mosin-Nagant provenientes del Ejército Rojo o de producción local.    

## Diseño
Después de la Primera Guerra Mundial, se les hizo modificaciones a las carabinas 95M, reajustando las alzas al recién adoptado sistema métrico decimal y adoptando después el cartucho austriaco con bala Spitzer 8 x 56 R, dando origen al fusil 31M. Pero el Ejército no estaba satisfecho. Después de analizar el desempeño del Mannlicher M1895 en la Primera Guerra Mundial, entre sus desventajas estaban que su cerrojo lineal se congelaba a temperaturas bajo cero; sus cerrojos eran ajustados a mano, por lo cual no eran intercambiables y solamente podían ser reemplazados por armeros expertos; el cerrojo se amartillaba al abrirlo. Al final se decidió que el nuevo fusil debía emplear el más sencillo cerrojo rotativo del Mannlicher-Schönauer.
Todos los muelles del fusil, salvo el del alza, son helicoidales. El nuevo seguro podía ser accionado tanto con el fusil amartillado como desamartillado. El cañón fue alargado, incrementándose la distancia entre el alza y el punto de mira. Una culata de dos piezas de tipo británico evitaba la necesidad de importar madera resistente a la deformación. También se diseñó una nueva bayoneta para el fusil.

## Variantes
A causa de la cooperación militar con Alemania durante la Segunda Guerra Mundial y una escasez de fusiles Mauser Kar 98k, el Ejército alemán hizo modificaciones al FÉG 35M. Fue recalibrado para disparar el cartucho alemán estándar 7,92 x 57 Mauser, cargado desde un depósito interno fijo, se le dobló la manija del cerrojo, se le reemplazó el riel de la bayoneta para poder emplear bayonetas alemanas y se le hicieron algunas modificaciones a las anillas de la correa portafusil. Además, el fusil fue modificado para emplear los peines de 5 cartuchos del Mauser Kar 98k y su alza fue reajustada de acuerdo con el desempeño balístico del cartucho 7,92 x 57 Mauser.
En servicio alemán, fue designado como G98/40. Hungría también adoptó esta variante, con ligeras modificaciones y la designación FÉG 43M

## Usuarios
- Reino de Hungría
  -  República Popular de Hungría
- Alemania nazi

## Fusiles contemporáneos
- Steyr M95
- MAS-36
- Arisaka Tipo 99
- Mauser Kar 98k
- Mosin-Nagant
- Lee-Enfield